# Кэйун
Кэйун или Кёун (яп. 慶雲 кэйн, кё:ун, радужные облака) — девиз правления (нэнго) японских императоров Момму и Гэммэй с 704 по 708 год .

## Продолжительность
Начало и конец эры:
- 10-й день 5-й луны 4-го года Тайхо (по юлианскому календарю — 16 июня 704 года);
- 11-й день 1-й луны 5-го года Кэйун (по юлианскому календарю — 7 февраля 708 года).

## Происхождение
Название нэнго было заимствовано:
- из 6-го цзюаня «Вэньсюань»:「朝想慶雲興、夕遅白日移」;
- из 54-го цзюаня «Истории династии Цзинь» (кит. трад. 晉書, упр. 晋书, пиньинь Jìn shū, палл. Цзинь Шу):「天網広羅、慶雲興以招龍」.

## События
- 707 год (4-й год Кэйун) — умирает император Момму, регентом при его малолетнем сыне становится императрица Гэммэй[7].
- 18 июля 707 года — Гэммэй взошла на престол в возрасте 48 лет[8].
- 707 год (4-й год Кэйун) — сообщение об обнаружении месторождения меди в провинции Мусаси (территория современного города Токио)[9].
- 708 год (5-й год Кэйун) — изменение девиза правления на Вадо в честь открытия залежей меди: новый девиз состоит из слова ва- (китайское обозначение Японии) и до (銅, рус. медь), — букв. «японская медь».

## Сравнительная таблица
Ниже представлена таблица соответствия японского традиционного и европейского летосчисления. В скобках к номеру года японской эры указано название соответствующего года из 60-летнего цикла китайской системы гань-чжи. Японские месяцы традиционно названы лунами.
| 1-й год Кэйун (Деревянный Дракон) | 1-я луна*      | 2-я луна               | 3-я луна  | 4-я луна* | 5-я луна  | 6-я луна* | 7-я луна  | 8-я луна   | 9-я луна*              | 10-я луна  | 11-я луна* | 12-я луна  |               |
| --------------------------------- | -------------- | ---------------------- | --------- | --------- | --------- | --------- | --------- | ---------- | ---------------------- | ---------- | ---------- | ---------- | ------------- |
| Юлианский календарь               | 10 февраля 704 | 10 марта               | 9 апреля  | 9 мая     | 7 июня    | 7 июля    | 5 августа | 4 сентября | 4 октября              | 2 ноября   | 2 декабря  | 31 декабря |               |
| 2-й год Кэйун (Деревянная Змея)   | 1-я луна*      | 2-я луна*              | 3-я луна  | 4-я луна* | 5-я луна  | 6-я луна* | 7-я луна  | 8-я луна   | 9-я луна*              | 10-я луна  | 11-я луна  | 12-я луна* |               |
| Юлианский календарь               | 30 января 705  | 28 февраля             | 29 марта  | 28 апреля | 27 мая    | 26 июня   | 25 июля   | 24 августа | 23 сентября            | 22 октября | 21 ноября  | 21 декабря |               |
| 3-й год Кэйун (Огненная Лошадь)   | 1-я луна       | 1-я луна* (високосная) | 2-я луна* | 3-я луна  | 4-я луна* | 5-я луна  | 6-я луна* | 7-я луна   | 8-я луна               | 9-я луна*  | 10-я луна  | 11-я луна  | 12-я луна*    |
| Юлианский календарь               | 19 января 706  | 18 февраля             | 19 марта  | 17 апреля | 17 мая    | 15 июня   | 15 июля   | 13 августа | 12 сентября            | 12 октября | 10 ноября  | 10 декабря | 9 января 707  |
| 4-й год Кэйун (Огненная Коза)     | 1-я луна       | 2-я луна*              | 3-я луна* | 4-я луна  | 5-я луна* | 6-я луна* | 7-я луна  | 8-я луна   | 9-я луна*              | 10-я луна  | 11-я луна  | 12-я луна  |               |
| Юлианский календарь               | 7 февраля 707  | 9 марта                | 7 апреля  | 6 мая     | 5 июня    | 4 июля    | 2 августа | 1 сентября | 1 октября              | 30 октября | 29 ноября  | 29 декабря |               |
| 5-й год Кэйун (Земляная Обезьяна) | 1-я луна*      | 2-я луна               | 3-я луна* | 4-я луна* | 5-я луна  | 6-я луна* | 7-я луна* | 8-я луна   | 8-я луна* (високосная) | 9-я луна   | 10-я луна  | 11-я луна  | 12-я луна*    |
| Юлианский календарь               | 28 января 708  | 26 февраля             | 27 марта  | 25 апреля | 24 мая    | 23 июня   | 22 июля   | 20 августа | 19 сентября            | 18 октября | 17 ноября  | 17 декабря | 16 января 709 |

* звёздочкой отмечены короткие месяцы (луны) продолжительностью 29 дней. Остальные месяцы длятся 30 дней.